# 名寄インターチェンジ
名寄インターチェンジ（なよろインターチェンジ）は、北海道名寄市字豊栄にある名寄美深道路及び北海道縦貫自動車道（事業中）のインターチェンジ。

## 歴史
- 1997年（平成9年）11月19日：名寄バイパスとして名寄IC - 名寄北IC間が開通[1]。
- 2003年（平成15年）12月25日：北海道縦貫自動車道士別 - 名寄間が新直轄方式により整備されることが決定[2]。
- 2006年（平成18年）2月7日：士別 - 名寄間のうち、士別剣淵IC - 多寄IC間が「緊急に整備する区間」として着工が決定し、多寄 - 名寄間は「当面着工しない区間」となる[3][4]。
- 2013年（平成25年）3月30日：美深道路（美深IC - 美深北IC間）が供用開始し、道路名称を「名寄美深道路」へ変更[5]。
- 2014年（平成26年）5月28日：多寄IC - 名寄IC間の事業凍結解除が決定[6][7]。
- 未定：士別剣淵IC - 多寄IC間開通予定
- 未定：多寄IC - 名寄IC間開通予定

## 周辺
- 北海道大学北方生物圏フィールド科学センター 森林圏ステーション
- ベストホーム名寄店（西條）
- 名寄自動車学校
- 北海道名寄高等学校
- 名寄高校駅（JR北海道・宗谷本線）

## 接続する道路
- 直接接続
  - 国道40号

## 隣
E5 北海道縦貫自動車道
多寄IC（事業中） - 名寄IC
E5 名寄美深道路
名寄IC - 名寄北IC